# La Tueuse
 (mars 2024).
Si vous disposez d'ouvrages ou d'articles de référence ou si vous connaissez des sites web de qualité traitant du thème abordé ici, merci de compléter l'article en donnant les références utiles à sa vérifiabilité et en les liant à la section « Notes et références ».
Pour plus de détails, voir Fiche technique et Distribution.
La Tueuse est un téléfilm français sur le poker, écrit et réalisé par Rodolphe Tissot, diffusé sur Arte en 2010.

## Fiche technique
- Titre : La Tueuse
- Réalisation : Rodolphe Tissot
- Musique : Nathaniel Mechaly, Antonio Gambale
- Photographie : Pénélope Pourriat
- Montage : Tina Baz
- Son : David Rit, Ferdinand Bouchara, Stéphane De Rocquigny
- Décors : Sandra Castello
- Costumes : Justine Pearce
- Production : Geoffroy Grison
- Sociétés de production : Arte France et Shilo films
- Pays d'origine :  France
- Format : couleur - 16/9 - stéréo

## Distribution
- Adrienne Pauly : Mathilde
- Guillaume Denaiffe : Alexis
- Maurice Bénichou : Tarnowski
- Sava Lolov : De Grieux
- Anthony Bastié : Tristan
- Céline Cuignet : Clo, la meilleure amie de Mathilde
- Gauthier Baillot : Daniel, le frère de Mathilde
- Michel Ferracci : Roland
- Christiane Millet: la Baronne
- David Chenaud : Fabrice, le collègue infirmier de Mathilde
- Yannick Choirat : Bruno, le croupier
- Marie-Christine Orry : la directrice de l'établissement qui embauche Mathilde

## Récompenses et nominations
- CAVP 2011, meilleure première œuvre
- Seoul Drama Awards 2010, nomination meilleure actrice pour Adrienne Pauly
- Festival du film de télévision de Luchon, Grand prix « Pyrénées d'Or » & Prix d'interprétation féminine pour Adrienne Pauly

## Divers
- Le film est sorti en DVD et inclut de nombreux bonus.

## Autour du film
- Les scènes de poker ont été supervisées par Manuel Bevand, joueur professionnel.
- Le scénario du personnage principal a d'abord été écrit pour un homme, mais après réflexion, pour surprendre et marquer les esprits, le réalisateur a décidé d'incarner la figure du joueur par une femme.
- Adrienne Pauly est également chanteuse et a rencontré le succès avec le tube "J'veux un mec", nommée aux Victoires de la musique dans les catégories "Album révélation de l'année" et "Artiste révélation de l'année".

## Revue de presse
- "Chronique d'une addiction, mais aussi magnifique portrait de femme" JDD
- "Un vent nouveau sur le politiquement correct habituel" Le Figaro
- "Dans le rôle de la joueuse compulsive tiraillée entre son obsession et l'amour des siens, la comédienne et chanteuse Adrienne Pauly est emballante. Captivant." Télérama
- "Un divertissement profitable" L'Express